# Halina Rudnicka (działaczka społeczna)
Halina Maria Rudnicka (ur. 1896, zm. 4 sierpnia 1925 w Kozimrynku) – działaczka społeczna, założycielka pierwszego gimnazjum w Radzyniu Podlaskim.

## Życiorys

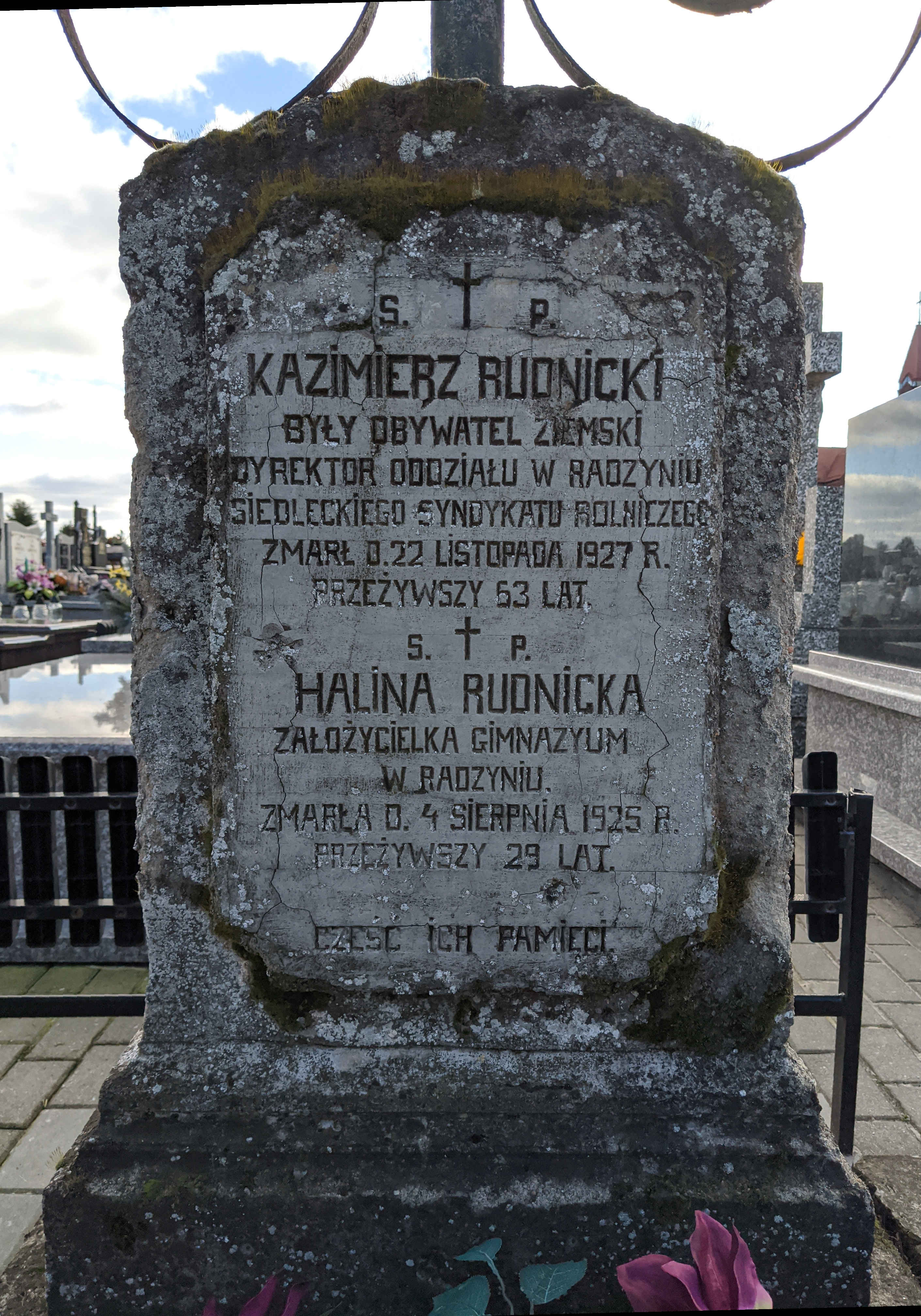
Grób Haliny Rudnickiej na cmentarzu w Radzyniu Podlaskim

Była córką Kazimiery z Czarneckich oraz Kazimierza Rudnickiego, dyrektora Oddziału Siedleckiego Syndykatu Rolniczego w Radzyniu Podlaskim.
W okresie I wojny światowej prowadziła nieformalne nauczanie młodzieży na poziomie szkoły średniej. Prawdopodobnie w 1917 założyła czteroklasowe koedukacyjne gimnazjum, którym kierowała do 1919.
Zmarła we wsi Kozirynek (współcześnie część Radzynia Podlaskiego). Została pochowana na miejscowym cmentarzu.